# 세라 지프
세라 지프(Sara Ziff, 1982년 4월 15일 ~ )는 미국의 모델, 영화감독이다.